# Світлоозерська сільська рада
Сві́тлоозе́рська сільська рада (рос. Светлоозёрский сельский совет) — сільське поселення у складі Бійського району Алтайського краю Росії.
Адміністративний центр — село Світлоозерське.

## Населення
Населення — 1508 осіб (2019; 1711 в 2010, 1816 у 2002).

## Склад
До складу сільської ради входять:
| Населений пункт      | Населення, осіб (2002) | Населення, осіб (2010) |
| -------------------- | ---------------------- | ---------------------- |
| Заозерний, селище    | 227                    | 244                    |
| Полеводка, селище    | 250                    | 246                    |
| Світлоозерське, село | 1339                   | 1221                   |